# 紀左ヱ門通
紀左ヱ門通（きざえもんとおり）は、愛知県名古屋市南区の地名。紀左エ門通の表記もある。

## 歴史

### 町名の由来
宝暦4年（1754年）、加藤紀左衛門により道徳前新田の北側に開発された新田があり、開拓者の名を採り、紀左衛門新田村と称していた。これに由来する。堀川に架かる名古屋市道東海橋線（東海通）の橋にも彼の名前を採り、紀左ヱ門橋と名付けられている。

### 沿革
- 1939年（昭和14年）7月20日 - 南区豊田町の一部により、同区紀左ヱ門通が成立する[3]。
- 1985年（昭和60年）11月3日 - 南区明治一丁目・明治二丁目・三条一丁目・三条二丁目・豊田一丁目・氷室町・豊二丁目にそれぞれ編入され消滅[3]。